# ルドルフ・コールラウシュ

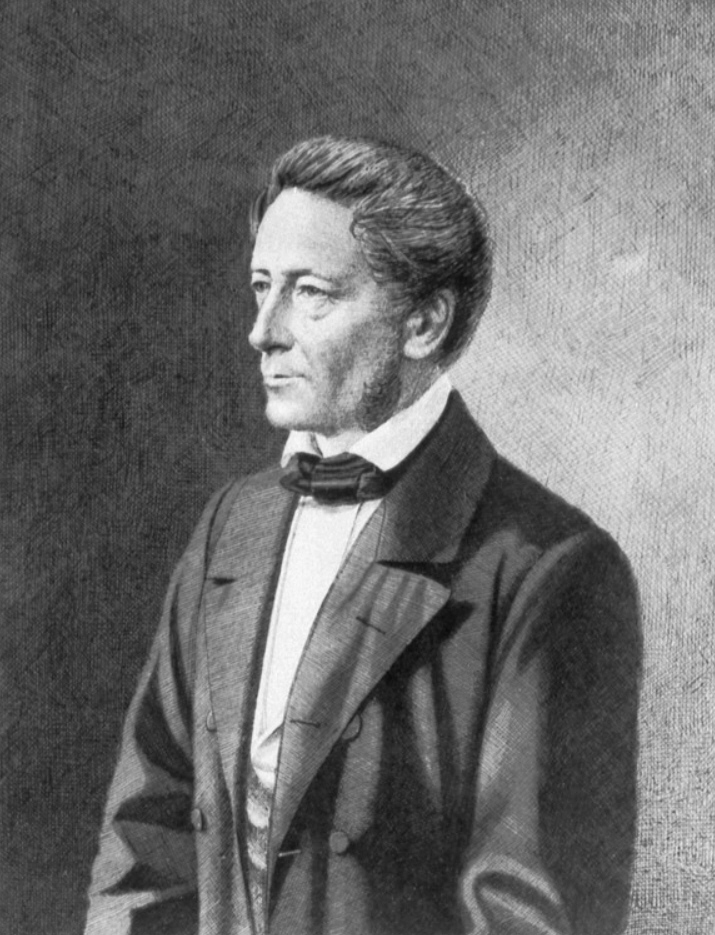
ルドルフ・コールラウシュ (1809-1858)

ルドルフ・コールラウシュ（Rudolf Hermann Arndt Kohlrausch、1809年11月6日 - 1858年3月8日）は、ドイツの物理学者である。

## 人生
コールラウシュは、ゲッティンゲンにおいて、ハノーヴァーの学校長であったフリードリッヒ・コールラウシュの息子として生まれた。リューネブルク、リンテルン、カッセル、マールブルクで高校の数学及び物理学の教師を務め、1853年にフィリップ大学マールブルクの准教授となた。その4年後には、フリードリヒ・アレクサンダー大学エアランゲン＝ニュルンベルクの教授となった。1858年にエアランゲンで死去した。

## 研究
1854年に、コールラウシュは誘電緩和を導入し、またライデン瓶放電の緩和効果の説明に拡張指数関数を用いた。ヴィルヘルム・ヴェーヴァーとともに行った1855年の実験（1857年に発表）で、電磁気単位における静電気の比は、光速に近い値となることを示し、この定数をcと名付けた。グスタフ・キルヒホフは、この比の値が、光速の{\displaystyle {\sqrt {2}}}倍に等しいことに気付いた。この発見は、光が電磁放射線であるというマクスウェルの方程式にとって重要なものとなった。

## 家族
彼は、物理学者フリードリッヒ・コールラウシュの父である。

## 論文
- Elektrodynamische Maaßbestimmungen : insbesondere Zurückführung der Stromintensitäts-Messungen auf mechanisches Maass (with Wilhelm Weber) 1857. "Electrodynamic Measurements, Especially Attributing Mechanical Units to Measures of Current Intensity". German text. English translation